# Hyundai Suwon

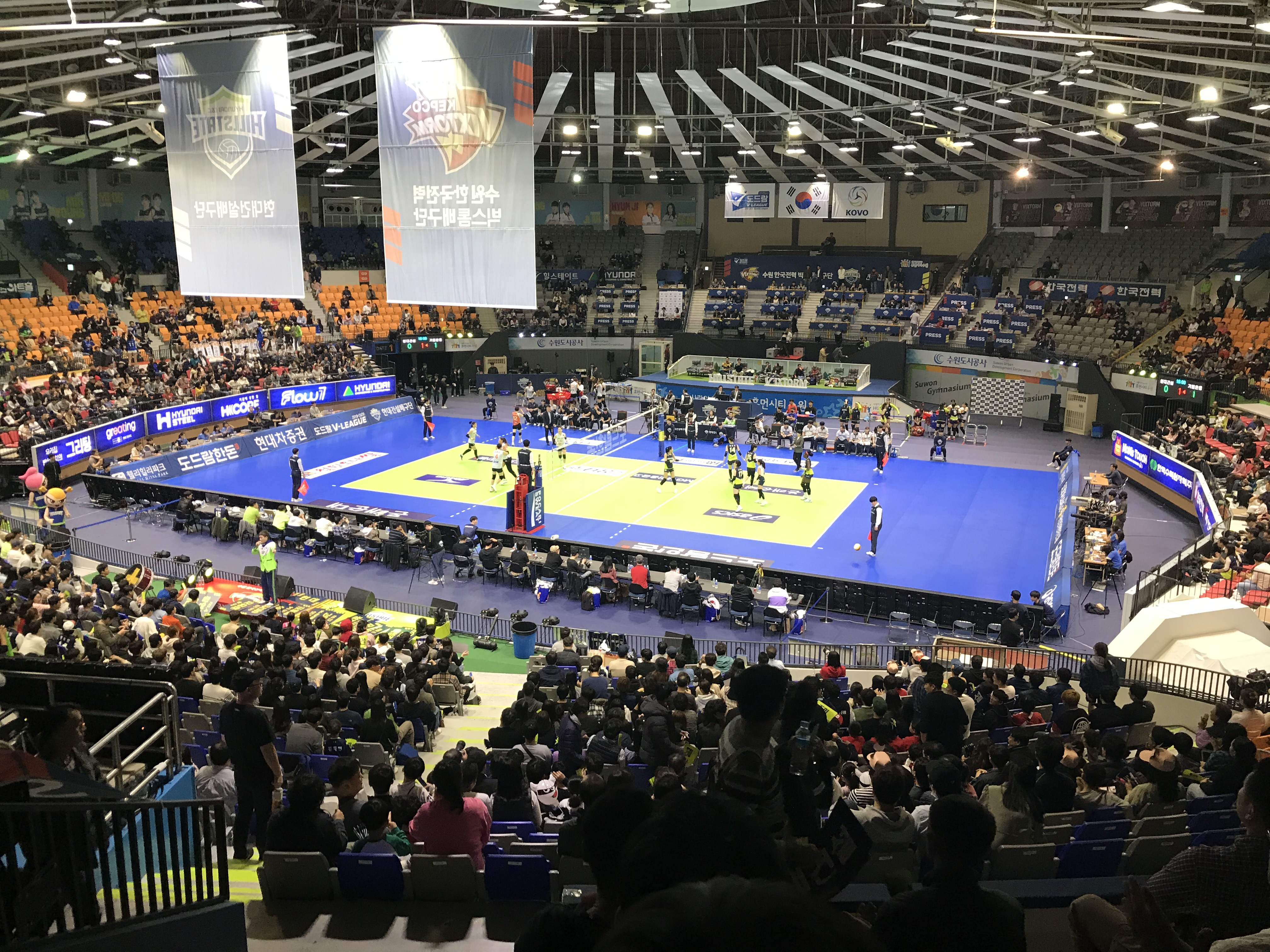
Mecz ligowy pomiędzy Suwon Hyundai E&C Hillstate a Incheon Heungkuk Life Pink Spiders w sezonie 2019/2020

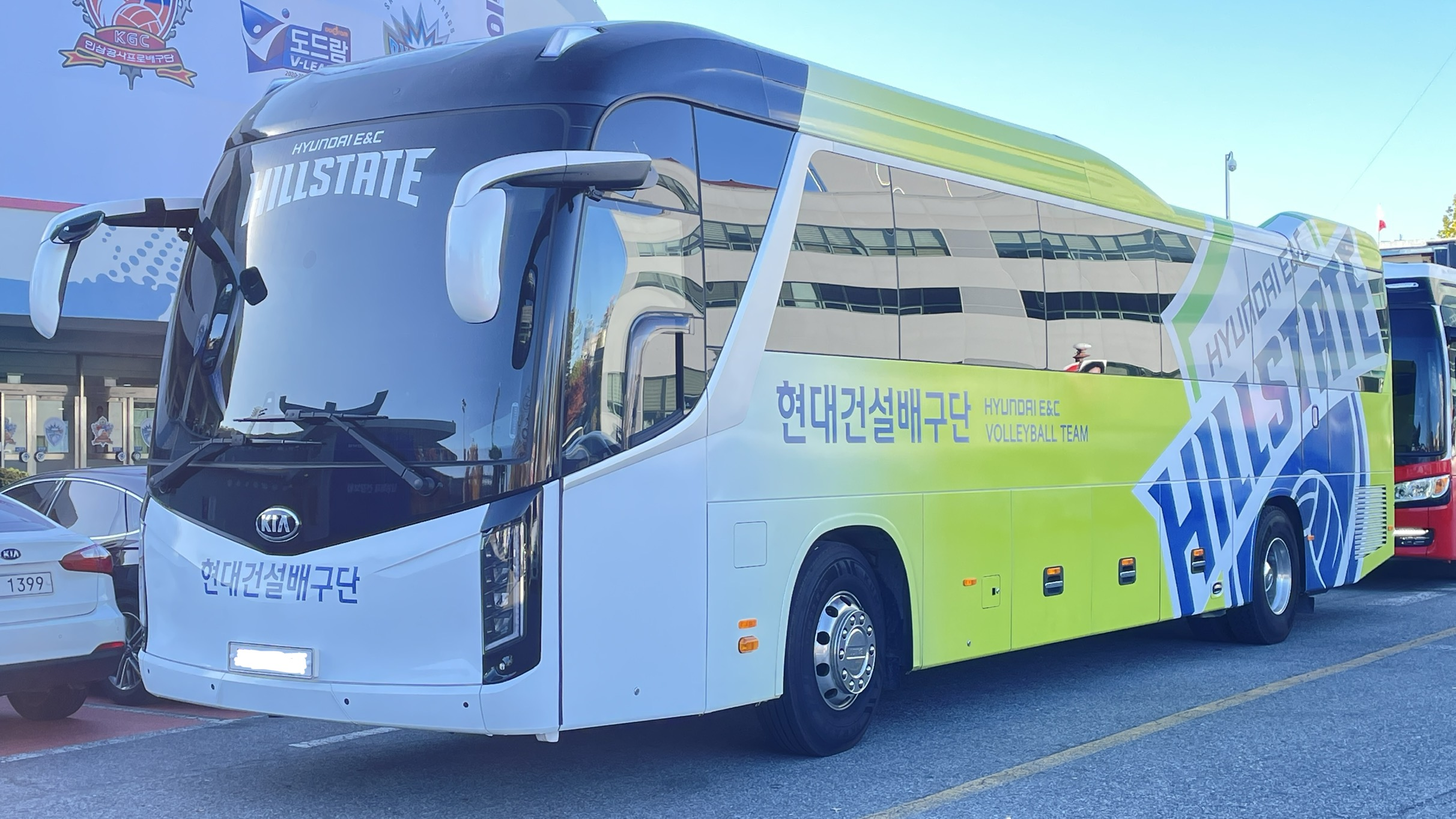
Klubowy autokar Suwon Hyundai E&C Hillstate

Hyundai Suwon – żeński zespół piłki siatkowej, występujący w rozgrywkach tej dyscypliny w Korei Południowej. Klub założony został w Suwŏn w 1977 roku.

## Nazwy klubu
- 1977-2004 Hyundai E&C
- 2004-2006 Masan Hyundai E&C Green Fox
- 2006-2008 Suwon Hyundai E&G Green Fox
- 2008- Suwon Hyundai E&C Hillstate

## Sukcesy
Mistrzostwo Korei Południowej:
- 2011, 2016, 2024[1]
- 2007, 2010, 2012
- 2005, 2013, 2015, 2018, 2025[2]

## Obcokrajowcy w zespole
| Lata gry               | Imię i nazwisko          | Pozycja                |
| ---------------------- | ------------------------ | ---------------------- |
| 2023-                  | Laëtitia Moma Bassoko    | atakująca              |
| 2023-2025              | Wipawee Srithong         | przyjmująca            |
| 2023 (od 07.02.2023)   | Ivonne Montaño           | atakująca              |
| 2021-2023 (do 02.2023) | Yaasmeen Bedart-Ghani    | atakująca              |
| 2020-2021              | Hélène Rousseaux         | przyjmująca            |
| 2019-2020              | Hayley Spelman           | przyjmująca, atakująca |
| 2018-2019              | Milagros Collar          | atakująca              |
| 2018                   | Rebecca Perry            | atakująca              |
| 2018                   | Soňa Mikysková           | atakująca              |
| 2017-2018              | Elizabeth Campbell       | przyjmująca            |
| 2015-2017              | Emily Hartong            | przyjmująca            |
| 2014-2015              | Polina Rəhimova          | atakująca              |
| 2013-2014              | Yeliz Başa               | atakująca              |
| 2012-2013              | Jana Matiašovská-Ağayeva | przyjmująca, atakująca |
| 2011-2012              | Brankica Mihajlović      | przyjmująca            |
| 2009-2011              | Kenny Moreno             | atakująca              |
| 2008-2009              | Áurea Cruz               | przyjmująca            |